# Mischocyttarus atrocyaneus
Mischocyttarus atrocyaneus är en getingart som beskrevs av Zikan 1949. Mischocyttarus atrocyaneus ingår i släktet Mischocyttarus och familjen getingar. Inga underarter finns listade i Catalogue of Life.